# Pierre Le Pesant de Boisguilbert
Pierre Le Pesant de Boisguilbert (Rouen, 1646. február 17. – Rouen, 1714. október 10.) a fizokraták előfutárának tekinthető.

## Élete
Korában Franciaország politikai és gazdasági helyzetét az 1701-ben kezdődött ún. spanyol örökösödési háború és az abszolút monarchia állandó pénzéhsége miatti, szegényeket sújtó, degresszív adórendszer, a Colbert nevével fémjelzett merkantilista gazdaságpolitika jellemezte. Egész Franciaország vámhatárokkal ellátott provinciákra volt felosztva, ahol vámot szedtek minden átszállított áruért. Ez zavarta a belső piac kiszélesedését, a tőkés vállalkozás fejlődését. A városokban a céhek privilégiumai korlátozták a termelés bővülését. 1685-ben XIV. Lajos hatályon kívül helyezte a nantes-i ediktumot, melynek eredményeként több ezer hugenotta kézműves és kereskedő hagyta el Franciaországot.
Boisguillbert mint a roueni bíróság „főbírája” észrevette, hogy a parasztság szörnyű nyomora az ipar visszaesésének a legfőbb oka, mivel így az iparnak nincs valamennyire is széles értékesítési piaca. Ezért az áruk és a pénz ellentétes áramlását, a merkantilistáktól eltérően már nem országok között, hanem országon belül, gazdasági ágak viszonylatában vizsgálja.
Egész szemléletét a mechanikából átvett egyensúly gondolata hatja át. Szerinte a gazdasági életben az egyensúly azon alapszik, hogy a különböző foglalkozási ágak egymás számára jelentenek piacot. Javaslatai, melyekkel a pénzügyminisztereket (Pontchartrain, Chamillart) eredménytelenül ostromolta, három fő elemből álltak:
Először, egy nagyarányú adóreform végrehajtását tartotta szükségesnek. A régi, degresszív adózási rendszert egy arányos, illetve enyhén progresszív adókivetéssel kívánta felváltani.
Másodszor, azt javasolta, hogy a belföldi kereskedelmet szabadítsák meg a korlátozásoktól.
Harmadszor, követelte a szabad gabonakereskedelmet és azt, hogy a természetes áremelkedést ne korlátozzák.
Javaslataiból kitűnik, hogy Boisguilbert azt a kérdést veti fel, hogy mi határozza meg egy ország gazdasági növekedését, milyen törvényszerűségek hatnak a nemzetgazdaságban és hogyan biztosítják annak fejlődését. Arról ír, hogy a gazdasági egyensúly és haladás legfontosabb feltétele az arányos, illetve normális ár, ami mindenekelőtt olyan ár, amely minden ágazatban fedezi a termelési költségeket és bizonyos nyereséget, tiszta jövedelmet tesz lehetővé. Továbbá olyan, amely tartós fogyasztói keresletet biztosít. Véleménye szerint az „optimális árak” struktúrája spontán alakul ki a szabad verseny feltételei között. Azzal számolt, hogy a maximált árak megszüntetésével a gabona piaci ára emelkedni fog, ez növeli a parasztok jövedelmeit és az iparcikkek iránti keresletüket, ami maga után vonja ezen cikkek termelésének növekedését.
Boisguillebert nem tagadta az állam gazdasági funkcióit. Feltételezte, hogy az állam – különösen egy észszerű adópolitika segítségével – előmozdíthatja a fogyasztás és a kereslet magas színvonalát az országban. Ha a szegények ugyanis többet keresnek és kevesebb adót kell fizetniük, az áruk értékesítése és termelése nem csökken, mivel ők hajlamosak arra, hogy gyorsan elköltsék jövedelmeiket. Ezzel szemben pedig a gazdagok hajlamosak arra, hogy jövedelmeiket megtakarítsák, és ezzel kiélezik a termékértékesítés nehézségeit.
Fő elméleti műve: „Értekezés a gazdagság, a pénz és az adók természetéről.”
Ebben a gazdasági törvényszerűségeket nem a forgalom, hanem a termelés szférájában igyekezett keresni és a gazdaság alapjának a mezőgazdaságot tekintette. Visszautasította azt, hogy az ország gazdagságát a pénzben lássa, és törekedett a pénzt nimbuszától megfosztani, szembeállítva vele a tényleges gazdagságot az áruk tömege formájában.
1708-ban az új pénzügyminiszter, Desmaretes (Colbert unokaöccse) megpróbálta Boisguillebertet bevonni a pénzügyek irányításába, de már késő volt. A francia pénzügyek gyorsan haladtak a csőd felé, előkészítve a talajt John Law kísérlete számára.